# Ciconia gaudryi
Ciconia gaudryi är en utdöd fågel i familjen storkar inom ordningen storkfåglar. Den beskrevs 1933 utifrån fossila lämningar från sen miocen funna i Pikermi, Grekland.